# Documents de Boxheim
Les documents de Boxheim, rédigés le 5 août 1931 par le juge et membre du parti nazi Werner Best, sont un plan de coup d'État élaboré par des membres du NSDAP,,,.
Leur nom fait référence à la ferme de Boxheim, à Lampertheim près de Darmstadt en Hesse, où des membres des instances dirigeantes du parti nazi de Hesse se sont réunis à plusieurs reprises durant l'été 1931. La publication du document à l'automne 1931 suscite d'importantes controverses.

## Contexte

### Gouvernement par ordonnances

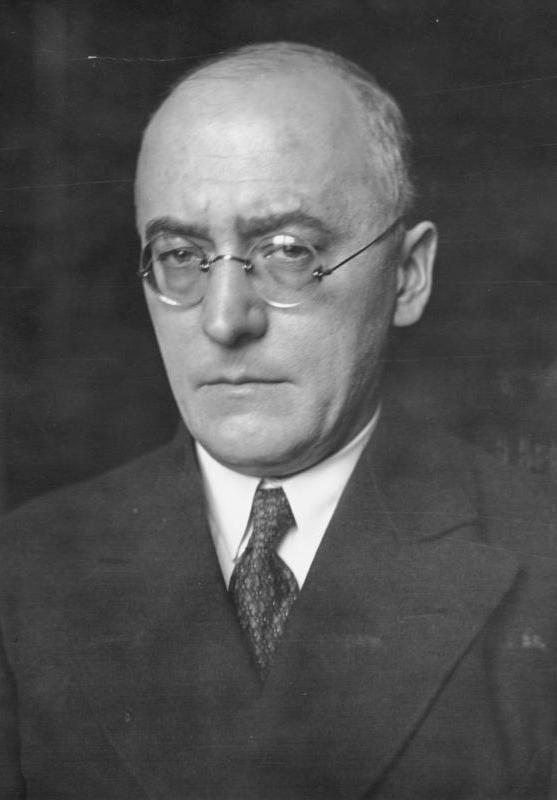
Heinrich Brüning, Chancelier 1930-1932

À l'automne 1931, le chancelier  Heinrich Brüning (du Zentrum) gouverne la République de Weimar principalement par ordonnances, en vertu de l'article 48 de la Constitution de Weimar.
Dans le contexte économique de la Grande Dépression, le Parti social-démocrate d'Allemagne (SPD) soutient Brüning, et vote régulièrement au Reichstag contre la suppression du régime d'ordonnances, réclamée instamment par le parti national-socialiste des travailleurs allemands (NSDAP), le parti populaire national allemand (DNVP) et le parti communiste (KPD) : celle-ci aurait conduit à la dissolution du Reichstag et à de nouvelles élections, alors que le NSDAP avait déjà obtenu 18 % des suffrages aux élections législatives allemandes de 1930.

### Chute du cabinet Brüning
Sous la pression du Président du Reich Paul von Hindenburg, le chancelier forme cependant un nouveau cabinet le 10 octobre 1931. Le NSDAP et le Stahlhelm, une organisation paramilitaire de vétérans, organisent immédiatement d'importantes manifestations. Brüning débute alors une collaboration avec le NSDAP, en prévision de l'élection présidentielle allemande de 1932. L'objectif d'apprivoiser le NSDAP est une idée du ministre de l'Intérieur Wilhelm Groener et de Kurt von Schleicher. Cet objectif n'est cependant viable que si Hitler maintient son action politique dans un cadre légal, comme il s'y est engagé fin septembre 1930,.

### Opposition officielle au NSDAP
Carl Severing et le ministre de l'Intérieur de Hesse Wilhelm Leuschner s'érigent contre cette politique d'apprivoisement du NSDAP : ils souhaitent au contraire le poursuivre pour haute trahison, et l'interdire. 

## Publication

### Communication des plans à la hiérarchie du Parti

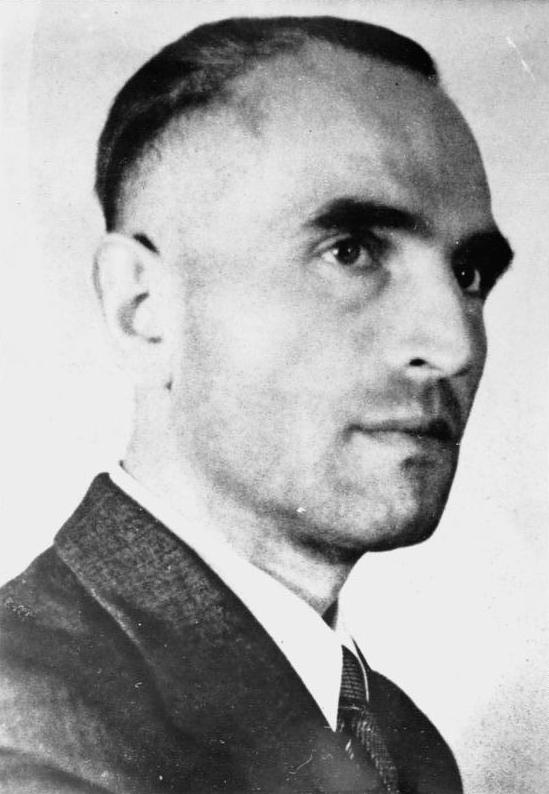
Werner Best, (1942)

Dans un premier temps, Werner Best communique ses plans en août et en septembre 1931 au NSDAP de Hesse ainsi qu'aux instances nationales du parti. Cependant, ils ne suscitent que peu d'intérêt, et Rudolf Hess les écarte comme étant une « blague de jeune imbécile ».

### Publication par Wilhelm Schäfer
La publication des documents intervient dans un second temps. Wilhelm Schäfer, qui avait pris part à plusieurs réunions à la ferme de Boxheim, s'était peu à peu éloigné du NSDAP.
Werner Best l'avait en effet contraint à quitter son mandat de député au Landtag, parce que Schäfer avait fourni un curriculum vitae inexact. Son appartement avait ensuite été fouillé par des membres de la SA. Schäfer quitte alors le parti nazi et transmet le 25 novembre 1931 les documents de Boxheim à la police de Francfort.

### Perquisitions par Leuschner
Les informations de Schäfer fournissent à Leuschner un moyen de faire la preuve du caractère illégal du NSDAP. Il ordonne le 25 novembre plusieurs perquisitions et mandats d'arrêts envers des membres du NSDAP suspects, à Darmstadt, et ceux-ci fournissent des éléments attestant de la véracité des documents. Leuschner les transmet ensuite à la presse,.

### Suites
Schäfer sera abattu en juillet 1933. Best, accusé du meurtre, sera acquitté en 1950.

## Contenu

### Accès au texte originel
Les originaux des documents de Boxheim ne sont pas accessibles et se trouvent, depuis la fin de la Seconde Guerre mondiale, dans un centre d'archives moscovite.
Werner Best en publie lui-même en mai 1932 une version à compte d'auteur, accompagnée de commentaires justificatifs.
La version la plus fréquemment utilisée s'appuie sur une publication réalisée en 1953 par l'hebdomadaire Das Parlament.

### Description

#### Organisation des documents
Les documents de Boxheim rassemblent plusieurs projets de décrets, ainsi que l'ébauche d'un appel à la population, dans l'hypothèse d'une conquête du pouvoir. Leur titre indique : « Projet de première déclaration de notre direction à la suite de la chute des autorités étatiques, à la victoire sur le communisme, pour une région unie dans une même administration »:

#### Prise de pouvoir
Best fait l'hypothèse d'une révolte communiste dirigée contre le gouvernement. Il la compare à la révolution de novembre, et indique qu'elle susciterait « un nouvel état du droit ». Les SA prendraient alors le commandement de l'État : « An die Stelle der obersten Staatsbehörden (Ministerien) tritt die Führung der … (SA, Landwehren o.ä.) vertreten durch mich. » (« Au lieu des plus hautes autorités de l'État (ministères), se trouvent les dirigeants des... (SA, Landwehren, etc.) que je représente." »).

#### Répression de toute opposition
Pour le salut du peuple, des groupes nazis armés devraient alors prendre le pouvoir et décréter l'état d'urgence. Ces groupes exerceraient un pouvoir exécutif illimité. Tous les opposants politiques seraient incarcérés « à titre préventif » et immédiatement dans des camps de concentration rapidement mis en place,.
« Le principe est de punir la résistance par la mort », notamment toute désobéissance aux nouveaux décrets issus du coup d'État. Quiconque ne livrerait pas sous 24 heures les armes en sa possession serait abattu, de même que les agents publics qui se mettraient en grève ou commettraient une action de sabotage.
Des cours martiales doivent cependant être mises en place, indiquent les documents, « pour éviter l'apparence de l'arbitraire ».

#### Mesures économiques
En outre, le projet prévoyait des expropriations étendues.
Tous les stocks alimentaires devraient être enregistrés sur des listes et livrés sur demande : « toute vente ou échange de nourriture sera interdit ».
Un moratoire sur les paiements d’intérêts et de loyers ainsi que sur les saisies immobilières, devenues très courants pendant la crise de 1929, serait instauré et un droit fondamental d’accès de l’État à tous les biens privés devrait être introduit : « jusqu’à ce qu’il y ait une réglementation contraire, il n’y aura plus de revenus privés ».
En outre, un service général de travail obligatoire devrait être introduit pour tous les Allemands de plus de 16 ans : « Le droit à l'alimentation... dépend du respect de l'obligation de service ». Puisque les Juifs étaient exclus du service du travail, cela signifiait implicitement qu’ils ne recevraient aucune ration,.

### Inspiration
Les formulations de Best présentent des parallèles avec le projet de constitution d'urgence qu'il connaissait et que Theodor von der Pfordten (de), abattu par la police lors du Putsch de la Brasserie, avait rédigé en 1923.

## Réactions

### Allemagne

#### Gouvernement
Le gouvernement s'attache à présenter l'affaire de façon moins dramatique : le lendemain de la publication des documents, le procureur principal du Reich Karl Werner déclare que les mesures violentes contenues dans le plan ne s'adressent en aucun cas au gouvernement actuel, mais à l'éventualité d'un soulèvement communiste, et souligne qu'il n'a lui même pas ordonné les perquisitions. Brüning indique dans ses Mémoires, qu'il avait incité Werner à minimiser l'affaire. 
Au ministère de la Justice du Reich on est également d'avis que l'infraction de haute trahison n'est pas constituée à partir des documents, car elle suppose l'intention de renverser le gouvernement par la violence, et ne s'applique pas dans le cas d'un putsch communiste,. 

#### NSDAP
La presse du parti indique d'abord que les documents sont des faux. Hermann Göring, missionné par Hitler, se hâte le 27 novembre de rassurer Groener, en indiquant que les plans de Best n'ont pas le moindre lien avec la direction du parti, qui « reste comme auparavant, et ainsi qu'il l'a exprimé et juré assez souvent, dans le plus strict cours de la légalité ».
Hitler, qui en privé s'entretient de façon amicale avec Best et l'appelle en plaisantant « Oiseau de mauvais augure », prend cependant nettement ses distances avec lui lors d'une interview accordée à la presse étrangère le 4 décembre. Il déclare notamment, dans la perspective de l'élection présidentielle de 1932, « un parti qui peut compter sur 15 millions d'électeurs n'a vraiment aucun besoin d'entreprendre une action illégale ».
Les membres du parti qui ont pris part aux discussions de Boxheim sont tous suspendus provisoirement, et une enquête interne est menée par Hans Frank sans donner de résultats. Le 9 décembre, Hitler juge cependant nécessaire d'interdire toute discussion sur les formes et modalités d'une prise du pouvoir nazie, infraction punie d'une exclusion du parti.

#### Presse

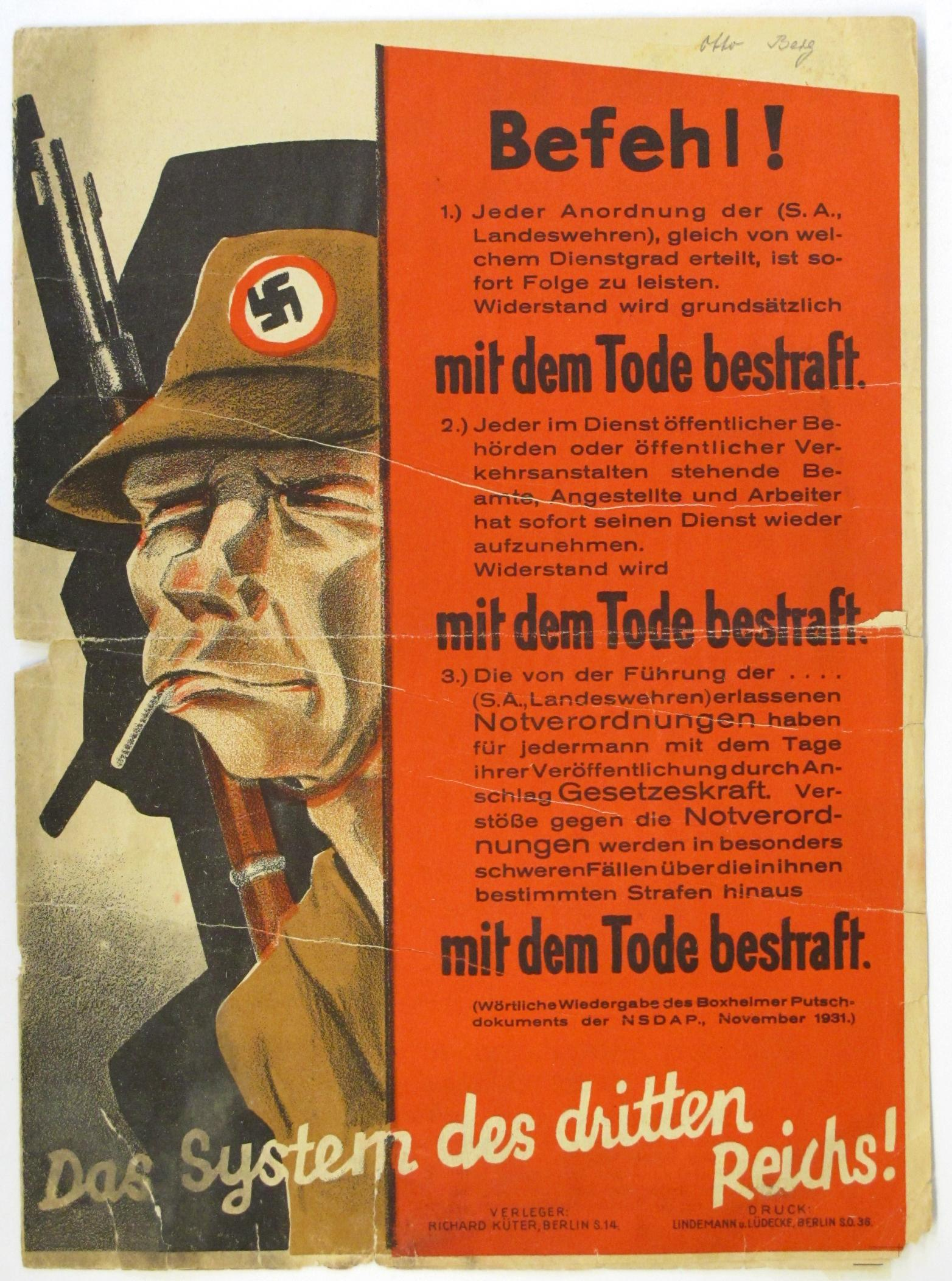
Affiche publiée par le Parti social-démocrate d'Allemagne lors des élections régionales de Prusse en 1932 contenant des citations de ces documents

La publication des documents entraîne une protestation généralisée en Allemagne, de la presse communiste à la presse conservatrice. On demande la traduction de l'auteur de ces plans devant le tribunal du Reich pour haute trahison.
Le journal social-démocrate Vorwärts commente le 26 novembre 1931, dans un article intitulé « les plans sanglants de la Hesse » : « Gouverner, cela signifie pour ces gens abattre les autres. Leur imagination est emplie de scènes d'exécutions. L'envie de pouvoir est, pour eux, synonyme d'envie de meurtre ».
Carl von Ossietzky, éditeur de la Weltbühne, qualifie les documents de « fantasmes de bourreau d'un juge hessois », avec lequel « la rue serait livrée aux hooligans et à l'armée des coupeurs de gorge de la SA, qui réprimerait dans le sang toute opposition, aussitôt qualifiée de Commune ».

### À l'étranger
Le chargé d'affaires britannique à Berlin, Sir Basil Newton, annonce au Foreign Office que le mouvement nazi planifie une dangereuse prise de pouvoir révolutionnaire.
L'ambassadeur français André François-Poncet espère que le scandale issu de la révélation de ces documents permettra de mettre fin à la dangereuse politique d'apprivoisement du NSDAP, mais il en doute. Il résume la situation, le 3 décembre, pour le ministre des Affaires étrangères Aristide Briand : « L'affaire de Boxheim a compliqué, empiré et tendu l'état des choses en Allemagne. Elle est un élément supplémentaire qui contribue à l'impuissance et à la peur généralisée »

## Poursuites

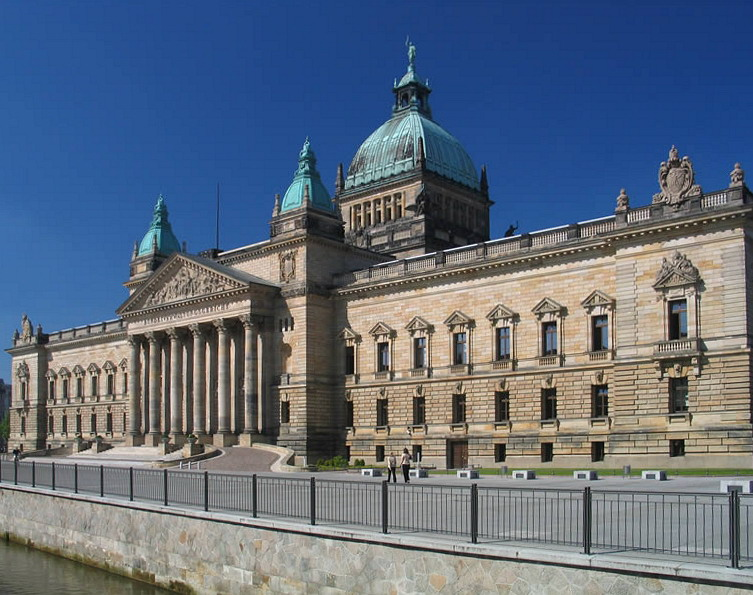
Le Tribunal du Reich à Leipzig

Le juge Werner Best est suspendu du service d'État, et une procédure pour haute trahison est ouverte contre lui le 30 novembre. Leuschner réclame, mais en vain, que le procès soit public, car il espère que celui-ci révèle au grand jour les objectifs de conquête violente du pouvoir du NSDAP.
Le 12 octobre 1932, Best est acquitté par le tribunal, qui allègue un manque de preuves. Best avait déclaré au tribunal de façon constante que les nationaux-socialistes n'interviendraient que dans l'éventualité première d'un coup d'État communiste.

## Historiographie
L'accession au pouvoir des nazis se déroule bien différemment, le 30 janvier 1933, des plans de Werner Best.
Karl Dietrich Bracher estime cependant dans une étude parue en 1955 que les ébauches de Best sont une bonne preuve de la « position radicalement totalitaire » des membres subalternes du parti nazi, qui désavouaient la politique de légalité de la direction, jugée opportuniste.
Erich Eyck indique en 1959 que les documents de Boxheim sont bien une entreprise de haute trahison, et que l'argumentation de Best devant le tribunal relève d'un cynisme assumé.
Pour Heinrich August Winkler, l'intérêt des documents de Boxheim ne réside pas tant dans leur vertu programmatique, que dans la réaction qu'ils suscitent dans les élites bourgeoises de la République de Weimar. Il compare la « nonchalance » dont font preuve le parquet et le gouvernement du Reich au zèle qui les anime dans les poursuites envers les critiques qui viennent de la gauche et conclut : « le traitement des documents de Boxheim montra à quel point des pans de la justice et de la haute bureaucratie s'étaient déjà rangés, bien avant la prise de pouvoir effective d'Hitler, du côté de la victoire finale du national-socialisme ».
Christian Striefler rejoint l'argumentation de Best  et tient les documents pour une simple « réflexion préventive sur le comportement à adopter en cas d'une effective prise de pouvoir communiste », dont de nombreux nazis estimaient qu'elle leur permettrait « d'atteindre plus vite leur but ».
Ulrich Herbert, le biographe de Best, pense en revanche que le scénario d'un putsch gauchiste esquissé dans les documents n'est qu'un stratagème, qui « confère aux fantasmes de violence des droites un habit de légalité, en faisant de la dictature une mesure défensive, et en associant l'action brutale et radicale à la conservation des formes du droit ».

### Traduction
1. ↑  (de) « Dummejungenstreich »
2. ↑  (de) « Entwurf der ersten Bekanntmachung unserer Führung nach dem Wegfall der seitherigen obersten Staatsbehörden und nach Überwindung der Kommune in einem für einheitliche Verwaltung geeigneten Gebiet »
3. ↑  (de) « einen neuen Rechtszustand »
4. ↑  (de) « Widerstand wird grundsätzlich mit dem Tode bestraft »
5. ↑  (de) « jeder Verkauf und jede tauschweise Veräußerung von Lebensmitteln ist verboten »
6. ↑  (de) « Es gibt bis zur anderweitigen Regelung kein Privateinkommen mehr »
7. ↑  (de) « Der Anspruch auf Ernährung … ist von der Erfüllung der Dienstpflicht abhängig »
8. ↑  (de) « Unglücksraben »
9. ↑  (de) « Eine Partei, die mit 15 Millionen rechnen könne, habe es gar nicht erst nötig, einen illegalen Schritt zu unternehmen. »
10. ↑  (de) « Die Blutpläne von Hessen »
11. ↑  (de) « Regieren heißt für diese Leute, andere erschießen zu lassen. Ihre Phantasie ist ausgefüllt mit Hinrichtungsszenen, Lust an Macht ist für sie gleichbedeutend mit Lust an Mord »
12. ↑  (de) « Henkersphantasie eines hessischen Gerichtsassessors »
13. ↑  (de) « die Straße der Hooligan- und Halsabschneiderarmee der SA-Kommandeure ausgeliefert [würde], die jede Opposition als ’Kommune’ blutig unterdrücken »